# تندر آبی
تندر آبی (انگلیسی: Blue Thunder) فیلمی در ژانر جنایی، اکشن و مهیج به کارگردانی جان بدهام است که در سال ۱۹۸۳ منتشر شد.

## خلاصه داستان
«فرانک مورفی» مأمور پلیس که خاطرات تلخ جنگ ویتنام همچنان آزارش می‌دهد، همراه دستیار جدیدش، «لایمنگود»، عضو گروه گشت شبانه هلیکوپتر پلیس در لس آنجلس است. «مورفی» به «لایمنگود» می‌گوید که یکی از تفریحات آنان هنگام کار، دید زدن خانه‌های مردم است. در یکی از این چشم چرانی‌ها، آنان شاهد درگیری و هفت تیرکشی دو نفر می‌شوند و…

## بازیگران
- روی شایدر
- مالکوم مک‌داول
- کندی کلارک
- دنیل استرن
- جو سانتوس
- تد کینگ
- جیمز رید

## جوایز
این فیلم کاندیدای ۱ اسکار (کاندیدای اسکار بهترین تدوین) در سال ۱۹۸۴ شد.